# 송막기문
송막기문(松漠紀聞)은 중국의 남송(南宋) 때에 요주(饒州) 파양(鄱陽)에 출신의 홍호(洪皓)가 저작하여 1156년 간행한 금(金)나라에 대한 책이다.

## 금나라의 시조
원문
女真酋長乃新羅人，號完顏氏。金主九代祖名龕福，追謚景元皇帝，號始祖，配曰明懿皇后。— 송막기문

해석
여진 추장은 신라 사람이다. 금시조의 이름을 감복(龕福)— 송막기문

## 같이 보기
- 함보